# Happy Death Day 2U
Happy Death Day 2U és una pel·lícula slasher de comèdia negra de ciència-ficció nord-americana del 2019 escrita i dirigida per Christopher Landon. És una seqüela de Happy Death Day del 2017, és protagonitzada per Jessica Rothe, Israel Broussard, Suraj Sharma i Steve Zissis. La pel·lícula torna a seguir Tree Gelbman (Rothe), ara atrapada en el mateix bucle temporal d'una iteració diferent del seu món. Jason Blum torna a fer de productor a través de la seva companyia Blumhouse Productions.
El film es va estrenar als Estats Units el 13 de febrer de 2019 per Universal Pictures. Els crítics van lloar l'actuació de Rothe, així com el canvi de la pel·lícula cap a un to més de ciència-ficció, encara que alguns van assenyalar que era un derivat de la primera pel·lícula. Va recaptar 64 milions de dòlars a tot el món amb un pressupost de 9 milions de dòlars. Ha estat subtitulada al català.

## Repartiment
- Jessica Rothe com a Tree Gelbman[4]
- Israel Broussard com a Carter Davis[5]
- Phi Vu com a Ryan Phan
- Suraj Sharma com a Samar Ghosh[6]
- Sarah Yarkin com a Dre Morgan[7]
- Rachel Matthews com a Danielle Bouseman[8]
- Ruby Modine com a Lori Spengler[9]
- Steve Zissis com a Dean Bronson
- Charles Aitken com a Gregory Butler
- Laura Clifton com a Stephanie Butler
- Missy Yager com a Julie Gelbman
- Jason Bayle com a David Gelbman
- Caleb Spillyards com a Tim Bauer
- Jimmy Gonzales com a policia de l'hospital
- Rob Mello com a John Tombs
- Tenea Intriago com a estudiant que protesta
- Tran Tran com as Emily
- Blaine Kern III com a Nick Sims
- Cariella Smith com a Becky Shepard

## Música
El 15 de febrer de 2019, Back Lot Music va llançar la banda sonora original de la pel·lícula, amb música produïda per Bear McCreary. La banda sonora no va incloure la versió de Lizzo de "Stayin' Alive".
Tots els temes estan escrits per Bear McCreary.
Totes les cançons foren escrites i compostes per Bear McCreary. 
| Núm. | Títol                            | Durada |
| ---- | -------------------------------- | ------ |
| 1.   | «Two Tuesdays»                   | 5:15   |
| 2.   | «Stalker at the Gym»             | 2:56   |
| 3.   | «The Science Project»            | 2:54   |
| 4.   | «Monday the 18th Again»          | 4:18   |
| 5.   | «Danielle»                       | 2:24   |
| 6.   | «A Reason to Stay»               | 1:52   |
| 7.   | «Back to the Hospital»           | 3:18   |
| 8.   | «Trail of Blood»                 | 4:48   |
| 9.   | «Can't Save Everyone»            | 2:24   |
| 10.  | «Solving Equations»              | 3:39   |
| 11.  | «Electrical Substation»          | 2:57   |
| 12.  | «Living in the Past»             | 2:03   |
| 13.  | «Birthday Candles»               | 6:19   |
| 14.  | «The Heist»                      | 4:17   |
| 15.  | «The Final Confrontation»        | 8:49   |
| 16.  | «Darpa»                          | 1:48   |
| 17.  | «Happy Death Day 2U End Credits» | 4:49   |

El 2 de gener de 2019, Back Lot Music va llançar una versió de "Stayin' Alive" interpretada per Lizzo com a senzill promocional independent de la pel·lícula. La cançó es reprodueix durant el primer conjunt de crèdits finals abans de l'escena posterior als crèdits.

## Crítica
A Rotten Tomatoes, la pel·lícula té una puntuació d'aprovació del 71% basada en 209 crítiques, amb una valoració mitjana de 6,1/10. El consens crític del lloc web diu: "Un seguiment més divertit amb una inclinació de ciència-ficció, Happy Death Day 2U no és tan diabòlicament fresc com el seu predecessor, però els fans de l'original encara poden trobar aquesta una seqüela que val la pena celebrar". A Metacritic, la pel·lícula té una puntuació mitjana ponderada de 57 sobre 100, basada en 31 crítics, indicant "crítiques mixtes o mitjanes". El públic enquestat per CinemaScore va donar a la pel·lícula una nota mitjana de "B" en una escala d'A+ a F, la mateixa puntuació que la primera pel·lícula, mentre que els de PostTrak li van donar una mitjana de 2,5 sobre 5 estrelles.